# Jacqueline Pierreux
Jacqueline Pierreux (Ruan, 15 de enero de 1923-Salins, 10 de marzo de 2005) fue una actriz francesa que participó en alrededor de un centenar de películas a lo largo de su trayectoria cinematográfica que abarcó desde 1943 hasta 1980.
Aparte de su carrera como actriz, desde principios de la década de 1970 hasta su retirada definitiva en 1998, también trabajó como productora.
Fue la esposa del guionista Pierre Léaud y la madre del actor de cine Jean-Pierre Léaud, protagonista de Los 400 golpes y La noche americana, ambas dirigidas por François Truffaut.

## Filmografía (selección)
- 1973 - Home Sweet Home (como productora)
- 1963 - Black Sabbath
- 1963 - La Rimpatriata
- 1963 - Die Dreigroschenoper
- 1962 - La Vendetta
- 1961 - Despedida de soltero
- 1960 - Chi si ferma è perduto
- 1958 - ¡Viva lo imposible!
- 1957 - Cumbres Luminosas (Montserrat)
- 1957 - La ironía del dinero
- 1957 - Bonjour Toubib
- 1956 - La gran mentira
- 1956 - Tarde de toros
- 1955 - El canto del gallo
- 1955 - Liebe ist ja nur ein Märchen
- 1955 - No hay tiempo para matar
- 1954 - Après vous, duchesse
- 1954 - Il seduttore
- 1953 - Légère et court vêtue
- 1953 - Le Chasseur de chez Maxim's
- 1952 - Une enfant dans la tourmente
- 1952 - Pluma al viento
- 1952 - No matarás
- 1951 - Malavita
- 1951 - Le dindon
- 1951 - Au pays du soleil
- 1951 - Le cas du docteur Galloy
- 1950 - Banco de prince
- 1950 - Rome Express
- 1950 - Donne e briganti
- 1950 - Meurtres?
- 1949 - Entre onze heures et minuit
- 1948 - La figure de proue
- 1948 - Scandale
- 1947 - L'arche de Noé
- 1947 - Six heures à perdre
- 1947 - Vertiges
- 1946 - Les démons de l'aube
- 1946 - Le couple idéal
- 1946 - On ne meurt pas comme ça
- 1943 - Les ailes blanches
- 1943 - Le soleil de minuit